# Highline 179
Highline 179 je visutá lanová lávka v Reutte v tyrolském Rakousku, která spojuje dva vrcholy s hradními zříceninami – hrad Ehrenberg a pevnost Claudia. Délkou 408 m byla v době výstavby nejdelším svého druhu na světě a je zapsána v Guinnessově knize rekordů.

## Popis
Lávka je vedena nad silnicí ve výšce 110 m. Je tvořena čtyřmi nosnými kabely o průměru 60 mm, která jsou ukotvena 16 kotvami zapuštěnými 17 m hluboko do skály. Šířka lávky činí 1,20 m. Ve výšce 1,35 m je namontováno madlo. Na lávku může v jednom okamžiku maximálně 500 osob. Tento počet hlídají turnikety na obou stranách lávky. Hmotnost lávky je 70 t. Byla navržena architektem Arminem Walchem a zpřístupněna 22. listopadu 2014.